# Кротовщина
Кротовщина (укр. Кротівщина) — село,
Кротовщинский сельский совет,
Великобагачанский район,
Полтавская область,
Украина.
Код КОАТУУ — 5320282201. Население по переписи 2001 года составляло 808 человек.
Является административным центром Кротовщинского сельского совета, в который, кроме того, входят сёла
Лукаши и
Скибовщина.

## Географическое положение
Село Кротовщина находится на берегу безымянной пересыхающей реки,
выше по течению на расстоянии в 0,5 км расположено село Скибовщина,
ниже по течению на расстоянии в 0,5 км расположено село Лукаши.
На реке несколько запруд.

## Экономика
- Молочно-товарная ферма.
- «УРОЖАЙ», ЧП.

## Объекты социальной сферы
- Школа.
- Дом культуры.